# Patín Alcodiam Salesiano
El Patín Alcodiam Salesiano o PAS Alcoy es un club deportivo español de hockey sobre patines de la ciudad de Alcoy, Provincia de Alicante. Fue fundado en 1951 con el nombre de Patín Club de Alcoy.

## Historia

### Fundación y primeras décadas (1951-1972)
El equipo de hockey patines forma parte de la OK Liga. Club fundado en 1951 con el nombre de Patín Club de Alcoy.
En 1955 pasó a denominarse Patín Alcodiam Club, integrado en el Real Alcodiam Deportivo de fútbol. 
1957 fue el año de la integración en el Colegio Salesiano de la ciudad y en abril de 1963 se une al Atlético Salesiano C.H. creándose la nueva entidad con la denominación de Patín Alcodiam Salesiano.
En 1960 consiguió el Subcampeonato de España de Segunda División, disputado en el Palacio Municipal de Deportes de Barcelona. 
La Federación Española de Patinaje le concedió en 1972 el Diploma al Mérito Deportivo. 

### Consolidación nacional (1973-2002)
Varias fueron las fases de ascenso frustradas, hasta que en 1973 ocupó por primera vez plaza en la Primera División en la que tomó parte en diferentes temporadas.

### Ascenso y competiciones internacionales (2003-actualidad)
Fue en 2003 cuando lograba por primera vez en su historia el mayor éxito deportivo de su historia al conseguir el ascenso a la OK Liga, máxima categoría del hockey sobre patines. 
Ha disputado la Copa del Rey en cuatro ocasiones, una de ellas en su ciudad. También en competición europea (Copa CERS) se ha clasificado en seis ocasiones, disputando la Final Four en Bassano en 2012. 
En la temporada 2013-2014 quedó Campeón de la Copa del Príncipe y en la 2020-2021 de la Copa Princesa. Durante su trayectoria ha tomado parte en diferentes Torneos Nacionales e Internacionales a los que ha sido invitado.

### Participación en Europa Cup y WSE Champions League
El PAS Alcoy se clasificó para la previa de la WSE Champions League Men de hockey patines en la temporada 2022-23.
En la primera ronda, el PAS Alcoi estuvo encuadrado en el grupo A en Coutras (Francia). Se enfrentó a:
- Hóquei Clube Braga (30 de septiembre de 2022): 2-3
- Hockey Club Forte dei Marmi (1 de octubre): 2-6
- Union Sportive Coutras (2 de octubre): 5-1

Aunque no se clasificó para la siguiente fase, accedió a la Europa Cup (antigua Copa CERS). En esta, disputó:
- Ploufragan 2-5 PAS Alcodiam (16 de diciembre de 2022)
- PAS Alcodiam 5-1 Gèneve (17 de diciembre)

Primero de grupo, accedió a octavos de final contra Hóquei Clube Braga:
- Ida: PAS 2-3 Braga (28 de enero de 2023)
- Vuelta: Braga 3-2 PAS (11 de febrero)

En la temporada 2023-24 volvió a Europa. En la fase clasificatoria en Monza (Italia), venció a:
- Kings Lynn (3-10)
- HRC Monza (1-5)
- SC Thunerstern (0-10)

En octavos, enfrentó al Gamma Innovation Sarzana:
- Ida: PAS 4-3 Sarzana (18 de diciembre de 2023)
- Vuelta: Sarzana 8-4 PAS (20 de enero de 2024)

El equipo fue eliminado en esta ronda.

## Jugadores

### Cuerpo técnico 2023/24
| Posición             | Nombre                 |
| -------------------- | ---------------------- |
| Entrenador           | Lorenzo Pastor Mas     |
| Preparadores físicos | Rafael Serra García    |
| Preparadores físicos | Pablo Carbonell Mayor  |
| Delegado             | Enrique Ivorra Márquez |

## Palmarés
- Copa Príncipe de Asturias (1): 2014
- Copa Princesa de Asturias (1): 2021.
- WSE Trophy Cup (1): 2024-25.

## Premios, reconocimientos y distinciones
- Mejor Club Deportivo de la Provincia de 1981 y 2005 (finalista en 2004) en los Premios Deportivos Provinciales de la Diputación de Alicante[2]